# Hodenkanälchen
Die Hodenkanälchen oder Samenkanälchen (pl.: Tubuli seminiferi, selten sg. Tubulus seminifer) sind der Ort im Hoden, an dem im Rahmen der Spermatogenese die Spermien gebildet werden. Sie bilden in ihrer Gesamtheit das Hodenparenchym. In jedem Hodenläppchen befinden sich ein bis vier stark gewunden verlaufende Hodenkanälchen (Tubuli seminiferi contorti oder Tubuli seminiferi convoluti). Die gewundenen Hodenkanälchen gehen in kurze gerade verlaufende Hodenkanälchen über, die Tubuli seminiferi recti. Sie bilden das Hodennetz (Rete testis) und stellen schon das spermienableitende System dar, in ihnen findet also keine Spermatogenese statt. Vom Hodennetz leiten dann die Ductuli efferentes testis  die Spermien in den Nebenhoden.
Die Hodenkanälchen sind 30 bis 70 cm lang und haben einen Durchmesser von 180–280 µm. Die äußere Begrenzung bilden eine Basalmembran und eine Lamina propria mit Myofibroblasten. Die Wand ist mit dem Keimepithel (Epithelium spermatogenicum) ausgekleidet. Das Keimepithel besteht aus Samen- oder Keimzellen (Cellulae spermatogenicae) und Sertoli-Zellen (Epitheliocyti sustentantes). Aus den Keimzellen bilden sich die Spermien. Dabei differenzieren sich die Zellen zu Spermatogonien über Spermatozyten und Spermatiden zu den Spermien und gelangen dabei allmählich in Richtung Lumen der Samenkanälchen. Die Sertoli-Zellen sind etwa 70 bis 80 µm lang und durchziehen radiär das gesamte Keimepithel bis zum Lumen. Sie stützen und ernähren die Samenzellen und transportieren sie über Plasmabewegungen in das Lumen. Zudem phagozytieren die Sertolizellen degenerierte Samenzellen und Zellreste, die bei der Spermienentwicklung entstehen. Die Sertoli-Zellen bilden die Blut-Hoden-Schranke und sezernieren das Androgenbindungsprotein, das Anti-Müller-Hormon und eine Kalium-reiche Flüssigkeit, die Seminalflüssigkeit.
Die geraden Hodenkanälchen sind lediglich von einem einschichtigen, isoprismatischen Epithel ausgekleidet.